# Ramón Piña
Ramón Piña Martínez (La Coruña, España, 2 de febrero de 1956) es un exfutbolista y entrenador español que se desempeñaba como defensa.

## Clubes
| Club                         | País   | Año       |
| ---------------------------- | ------ | --------- |
| R. C. Deportivo de La Coruña | España | 1973-1983 |